# George Thomas Bethune-Baker
George Thomas Bethune-Baker, född den 20 juli 1857 i Birmingham, död den 1 december 1944 i Eastbourne, var en brittisk entomolog som var specialiserad på fjärilar, särskilt juvelvingar.
Hans samlingar finns på Museum of Zoology vid Universitetet i Cambridge och Natural History Museum i London.
Auktorsnamnet Bethune-Baker kan användas för George Thomas Bethune-Baker i samband med ett vetenskapligt namn inom zoologin; se Wikipedia-artiklar som länkar till auktorsnamnet.